# Паттани
Паттани — город в Южном Таиланде, административный центр одноимённой провинции.
Город находится на части территории столичного округа Мыанг-Паттани

## География
Город расположен на севере провинции на берегу Сиамского залива. Название — искажённое малайское «Petani» (крестьянин).

## Население
Численность населения — 43631 человек (2005). Большинство, как во всей провинции, являются мусульманами и говорят на Яви.